# Nicholas Wadada
Nicholas Wadada Wakiro (né le 27 juillet 1994 à Lugazi en Ouganda) est un joueur de football international ougandais, qui évolue au poste de défenseur.

## Biographie

### Carrière en sélection
Il joue son premier match en équipe d'Ouganda le 10 juillet 2012, en amical contre le Soudan du Sud (match nul 2-2).
En 2013, il participe à la Coupe CECAFA des nations organisée au Kenya. L'Ouganda est battue par la Tanzanie en quarts de finale.
En janvier 2014, il dispute le championnat d'Afrique des nations qui se déroule en Afrique du Sud. Il joue deux matchs lors de cette compétition, contre le Zimbabwe et le Maroc.
En janvier 2017, il prend part à la Coupe d'Afrique des nations organisée au Gabon. Il joue un match lors de ce tournoi, contre l'Égypte (défaite 1-0).

## Palmarès
Vipers
| - Championnat d'Ouganda (1) : - Champion : 2014-15. - Vice-champion : 2015-16. - Coupe d'Ouganda (1) : - Vainqueur : 2015-16. - Finaliste : 2011-12 et 2012-13. |  | - Supercoupe d'Ouganda (1) : - Vainqueur : 2015. - Finaliste : 2016. |